# Steno bredanensis
Pour les articles homonymes, voir Steno.
Genre
Espèce
Statut de conservation UICN

 LC  : Préoccupation mineure
Statut CITES
Répartition géographique
Le dauphin à bec étroit (Steno bredanensis) est une espèce de dauphin, la seule espèce du genre Steno. 

## Caractéristiques
L'espèce a été décrite pour la première fois par Georges Cuvier en 1823. On la reconnaît notamment à l'absence de bulbe frontal (« melon ») au-dessus du bec. Les adultes mesurent entre 2 m et 2,5 m de long. 

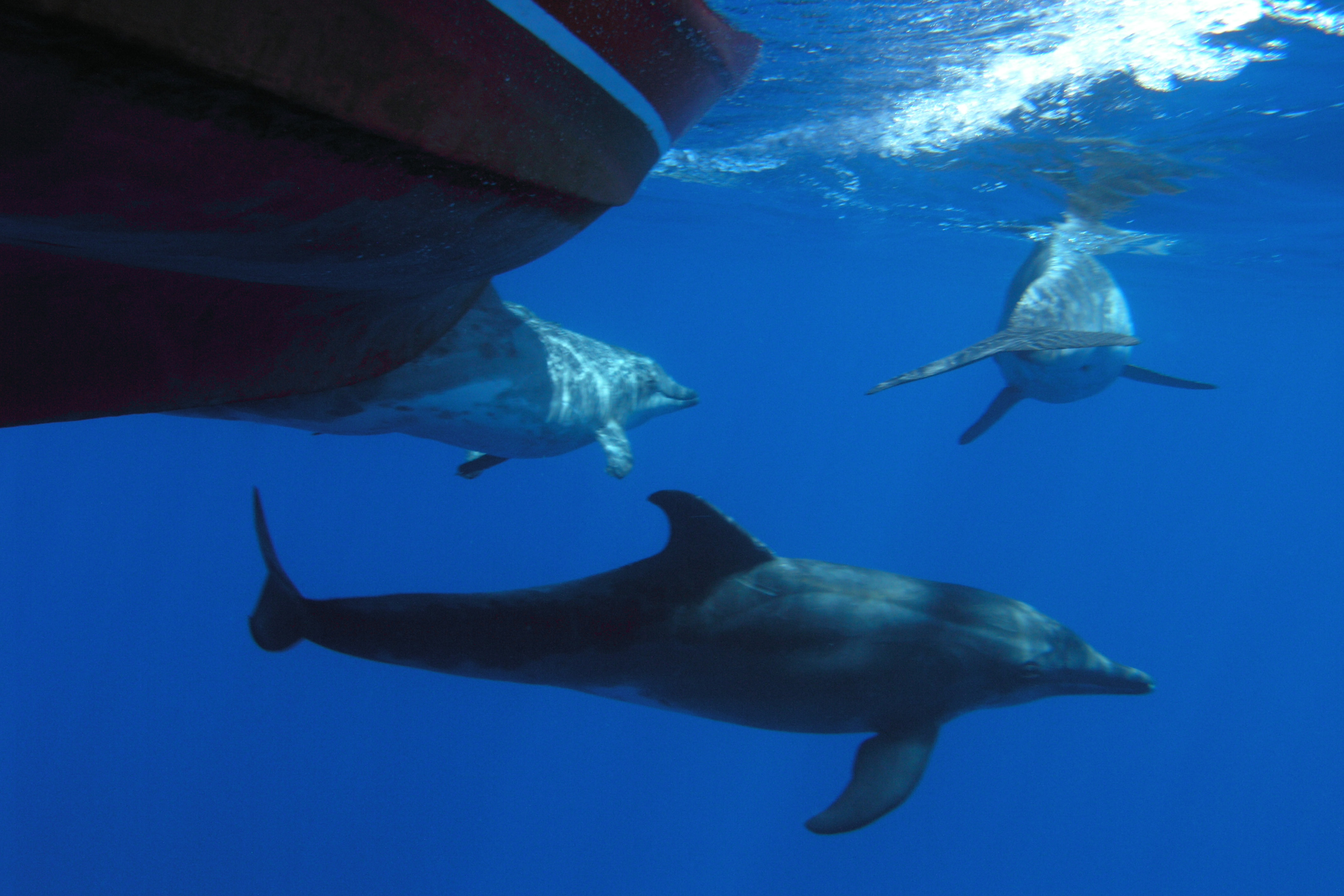
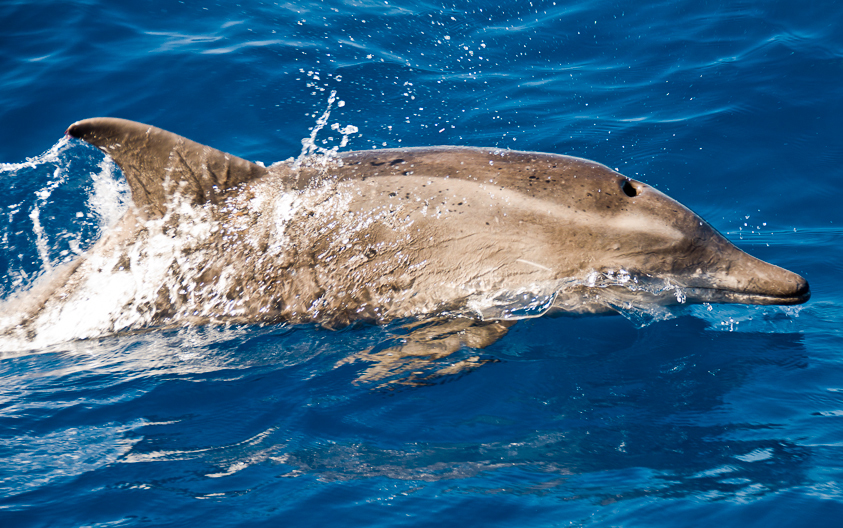
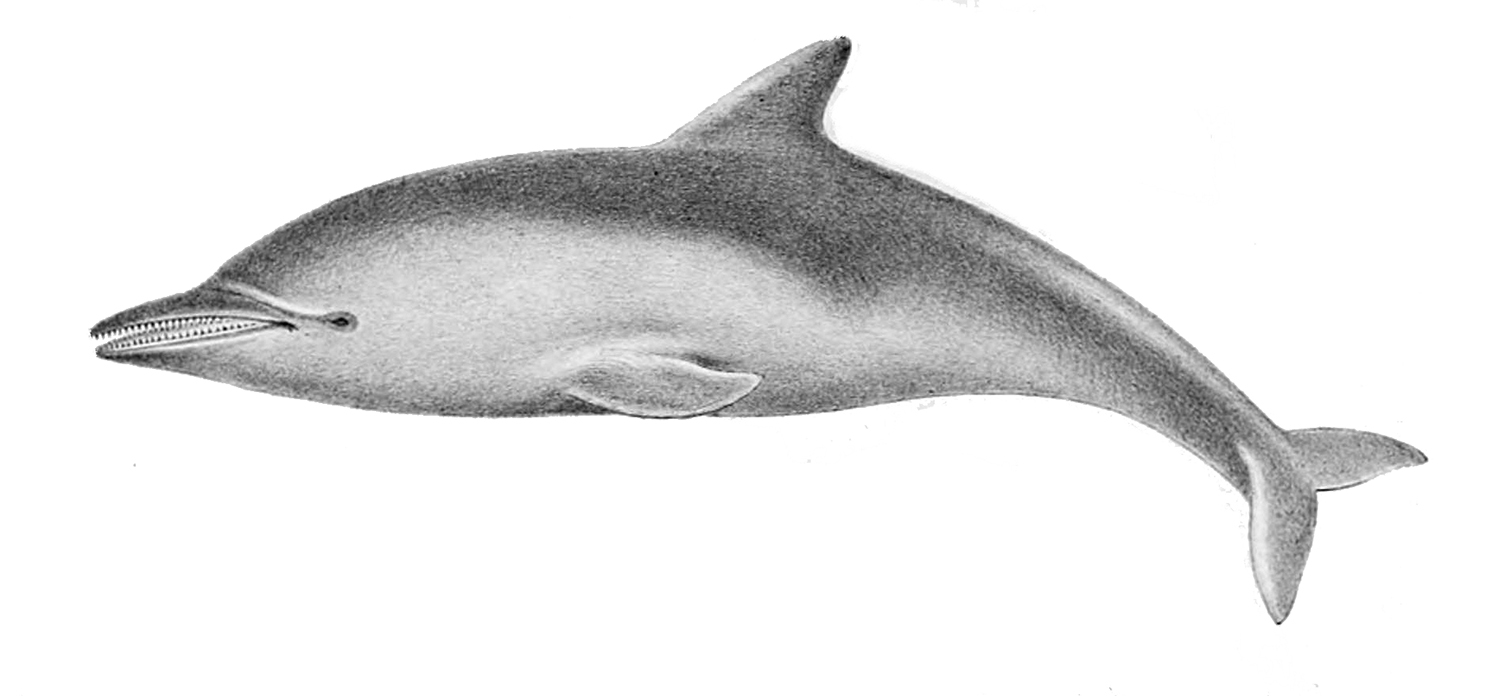

## Répartition
Ce dauphin peut être trouvé dans les eaux profondes tempérées et tropicales partout sur le globe ; une petite population semble présente en Méditerranée orientale. 
Il semble cependant relativement rare, et demeure méconnu. 

### Genre
- (en) Mammal Species of the World (3e  éd., 2005) :  Steno
- (en) CITES : Steno bredanensis (Cuvier, 1828)  (+ répartition sur Species+) (consulté le 2 juin 2015)
- (fr) CITES : taxon  Steno bredanensis (sur le site du ministère français de l'Écologie) (consulté le 2 juin 2015)
- (fr + en) ITIS : Steno  Gray, 1846
- (en) Animal Diversity Web : Steno
- (en) NCBI : Steno (taxons inclus)

### Espèce
- (en) Mammal Species of the World (3e  éd., 2005) :  Steno bredanensis
- (fr + en) ITIS : Steno bredanensis  (G. Cuvier in Lesson, 1828)
- (en) Animal Diversity Web : Steno bredanensis
- (en) NCBI : Steno bredanensis (taxons inclus)
- (en) UICN : espèce Steno bredanensis (Cuvier, 1828) (consulté le 2 juin 2015)